# Rilland
Rilland is een dorp in de gemeente Reimerswaal, in de Nederlandse provincie Zeeland. Het dorp telt 2.990 inwoners (2023). Na Bath is Rilland het meest oostelijke dorp in de "staart" van Zuid-Beveland. Het dorp ligt direct ten zuiden van de A58, niet ver van het Schelde-Rijnkanaal en de provinciegrens met Noord-Brabant.
Ongeveer 1 kilometer ten westen van het dorp Rilland, in de buurtschap Stationsbuurt (lokaal bekender onder de naam De Halte), staat het spoorwegstation Rilland-Bath. Zo'n 3 kilometer naar het zuidoosten ligt het dorp Bath, ontstaan uit een voormalig fort. Ongeveer 8 kilometer ten oosten van Rilland is de meest oostelijk gelegen buurtschap van Zeeland, het Völckerdorp.

## Geschiedenis

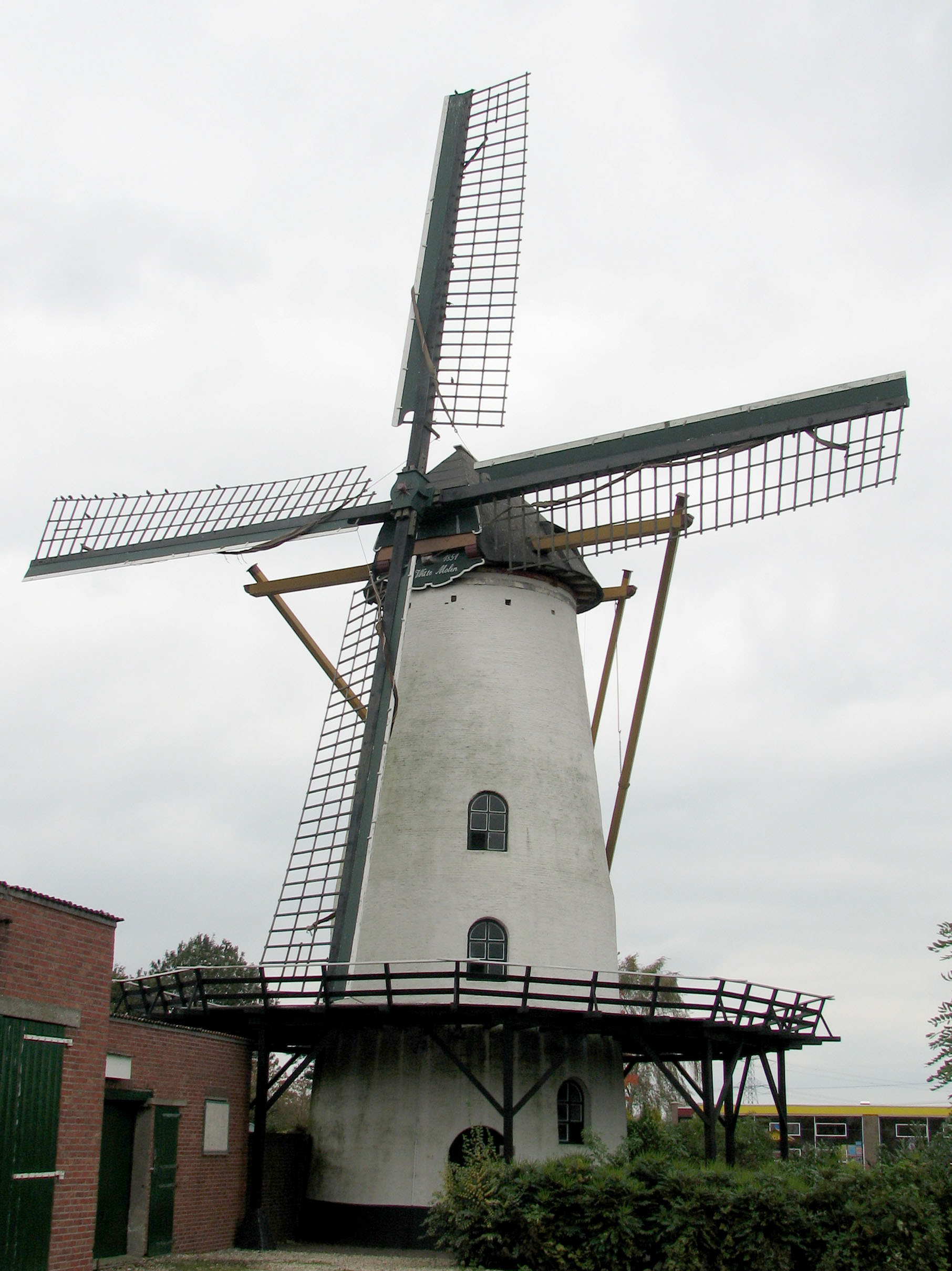
De Witte Molen aan de Valckenisseweg, een korenmolen gebouwd in 1851.

Het huidige Rilland is genoemd naar een gelijknamig dorp dat grotendeels bij de Sint-Felixvloed van november 1530 verloren is gegaan. Deze naam is gerelateerd aan de ligging van het dorp. De oude kern van Rilland lag in de Rietland-polder. De tegenwoordige ligging scheelt enkele kilometers met de oude. In de 17e en 18e eeuw werd een begin gemaakt met het terugwinnen van het verloren gegane land. Een gevolg van de stormvloed van 1530 was het opnieuw ontstaan van de Hinkelinge, een oude waterloop, als diep water. In 1656 kwam daaraan door indijking van de Oostpolder een eind. In diezelfde tijd werden ook de Mairepolder en de Valkenissepolder ingedijkt.
In 1754 kwamen de eerste plannen om de Reigersbergschepolder te bedijken gereed, maar de daadwerkelijke bedijking begon pas in 1773. Het uitstel was een gevolg van onenigheid tussen de ambachtsheren. De bedijkingswerkzaamheden verliepen bepaald niet soepel. Door ontevredenheid over de lonen ontstond op 25 mei 1773 een staking, die met behulp van militairen werd gebroken. Zo'n driehonderd polderwerkers, afkomstig uit Oost-Friesland, werden naar huis gestuurd. Na de bedijking werd het nieuwe dorp Rilland gesticht.
In 1782 stonden er tien arbeiderswoningen, een smederij, een wagenmakerij, een herberg en een school.
In de nacht van 1 februari 1953 trof de stormvloed die Zeeland teisterde ook Rilland. Als gevolg van een dijkdoorbraak bij Bath overstroomde het dorp in zijn geheel, evenals het nabijgelegen Bath en Stationsbuurt. Toenmalig burgemeester Josephus Abraham de Goffau van Rilland-Bath verdronk in een poging om mensen met een bus uit Bath te evacueren. Bij die actie kwam ook de buschauffeur om het leven. In totaal kwamen er in de rampnacht 12 mensen uit de gemeente om het leven als gevolg van de overstroming.
Van 1811 tot 1816 en van 1878 tot 1970 vormde Rilland samen met Bath een gemeente. In 1970 ging de gemeente Rilland-Bath op in de nieuwgevormde gemeente Reimerswaal.

## Geboren in Rilland
- Josephus Abraham de Goffau (9 april 1906), Burgemeester van Rilland-Bath (1946-1953)
- Cornelius Lambregtse (17 januari 1916), schrijver
- Ruud Koole (16 augustus 1953), Eerste Kamerlid PvdA